# 釣瓶

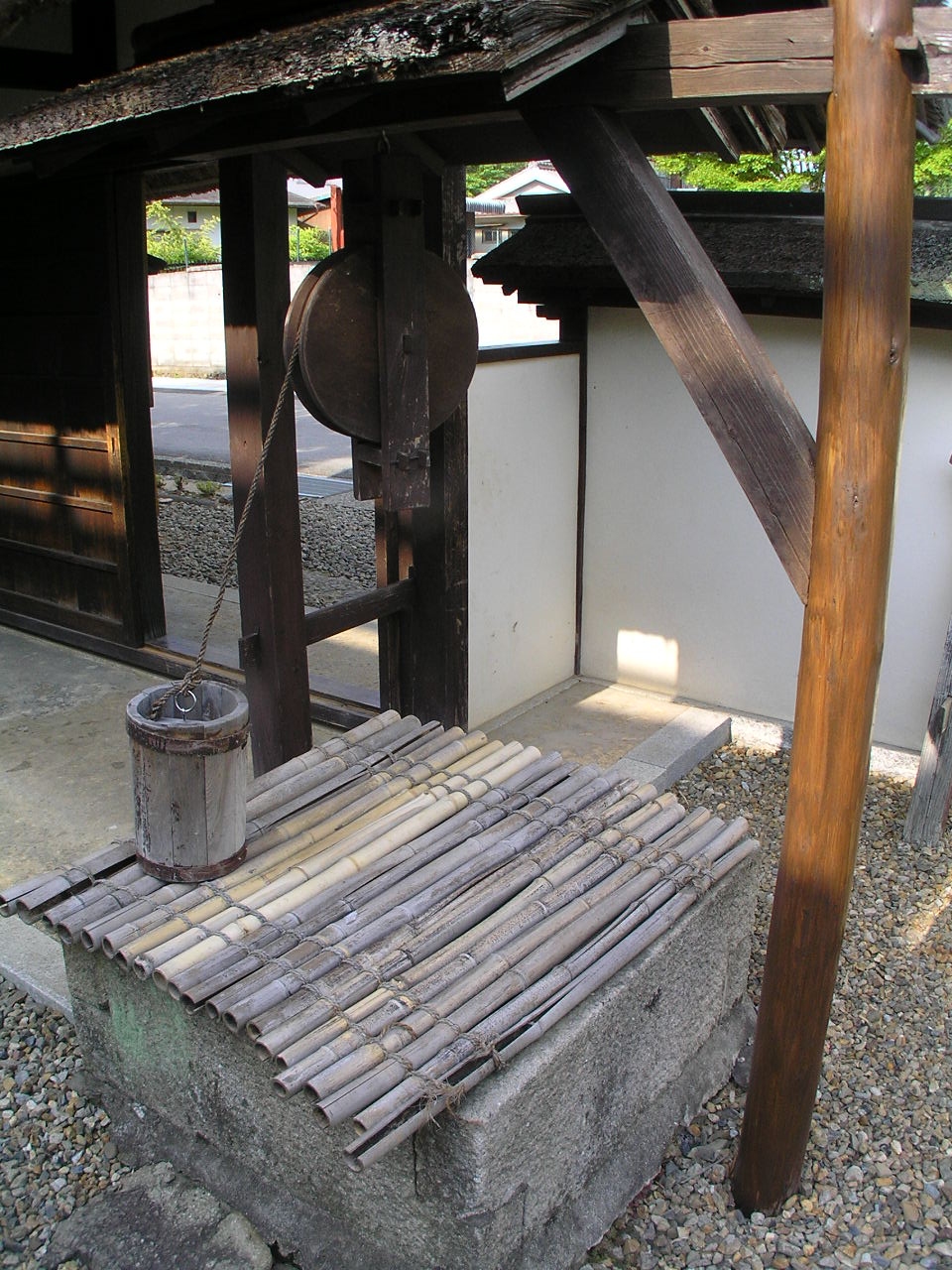
丹波篠山市史蹟・安間家の釣瓶

釣瓶・釣る瓶（つるべ）とは、井戸において、水をくみ上げる際に利用される、綱等を取り付けた桶などの容器をいい、後に、それを引き上げる天秤状の釣瓶竿や滑車など機構の一切を指すようになった。

## 概要
初期の井戸は泉のような場所に限られ水面も浅く柄杓などを使う手汲みですんでいた。しかし、水面までの距離が深くなってくると、水面まで下りられるよう螺旋状の井戸（まいまいず井戸など）にしたり揚水器具を利用するようになった。
釣瓶は揚水器具の一種で釣瓶を使う井戸を釣瓶井戸といい、特に縄を付け滑車にかけて使う釣瓶を縄釣瓶という。次のような種類がある。
二岐釣瓶
縄の両端に付けて上部の滑車で交互に上げ下げする釣瓶
竿釣瓶
竹竿の片方に水かごを付けて上げ下げする釣瓶
はね釣瓶、桔橰
竹竿の片方に重石を付けて上げ下げする釣瓶
投げ釣瓶
縄の一端に付け一方の端を持って水中に投げ込む釣瓶
釣瓶井戸には固定の蓋がなく上部は開放しており開放井戸という（手押しポンプを付けた井戸のように蓋がしてある井戸は閉塞井戸という）。
日本の井戸は比較的水面まで浅く手押しポンプが普及するまで縄釣瓶が一般的だった。古代、釣瓶は字の如く土器を竹籠に入れそれを釣り下げて利用していた。奈良時代になると木製の刳り物に鉄製金具を付けた釣瓶が出現した。
一方、中国などでは地下水面が地表から200mもある場合があり、垂直に水を汲み上げる釣瓶井戸には不向きで、回転木を使う「じくろ井戸」が一般的だった。

## 時間態様の日本語表現
釣瓶の語源は「連るぶ」であり、続けざまという意味もあり、釣瓶にも形容として同様な意味をもち、漢字表記も「連るべ」と「釣瓶」は併用される。おもに素早さや「急」や次々といった意味を表す時間態様の形容詞として、使用される。
釣瓶落とし・釣瓶下し
釣瓶を井戸の中に落とす際に、急速に落ちるため、秋の日の暮れやすいことの例えとして「秋の日は釣瓶落とし」というように形容的に使用される。現在では、株価や景気や勝率など、その他折れ線グラフなどで表される、数値の急降下を例える形容としても使われるが、否定的な状況で多く見られる。
釣瓶打ち・連るべ打ち
釣瓶打ち（つるべうち）とは、弓矢や火縄銃などにおいて、交代で続けざまに打つことをさす。スポーツの球技が普及してからは、得点に繋がる球を打つ行為が一方的に続けざまにされることも「釣瓶打ち」と例えられるようになった。
籠釣瓶・篭釣瓶
籠釣瓶（かごつるべ）とは、「水も溜まらぬ切れ味」意味し、よく切れる名刀を示す。籠でできた釣瓶で水を汲んでも溜まらないことから洒落として用いたといわれる。
例:『籠釣瓶花街酔醒』（かごつるべさとのえいざめ）歌舞伎の題目で吉原ものといわれる1つであり、『籠釣瓶』ともいわれる。色恋沙汰の悲劇で、主人公が刀で矢継ぎ早に人々を切り殺していくという物語である。

## 文化
- 朝顔に釣瓶取られて貰い水（あさがおに、つるべとられて、もらいみず） - 加賀千代女の俳句。朝早く井戸から水を汲もうとしたら、釣瓶に朝顔の蔓（つる）がつたっており、朝顔の蔓（茎のこと）を伐（き）ってまで、水を汲むには忍びないと思い、隣人に水を貰いに行くという意味。
- 釣瓶落とし（釣瓶下し）、釣瓶火 - 妖怪の一種。釣瓶落としと釣瓶火は同一という説もあるが、定かではない。釣瓶落としは古くなった釣瓶が基になっているが、釣瓶火は像容が、釣瓶とそれに繋がる縄のように見える炎や人魂である。
- 釣瓶鮨（つるべずし） - 奈良県下市（しもいち）の名産で、奈良県吉野郡吉野川で獲れた鮎を酢で締め腹に酢飯を詰め込んだものを、釣瓶を模した小さな木桶にいれた押し鮨で弥助鮨（やすけずし）ともいう。